# Klohäuschen an der Großmarkthalle

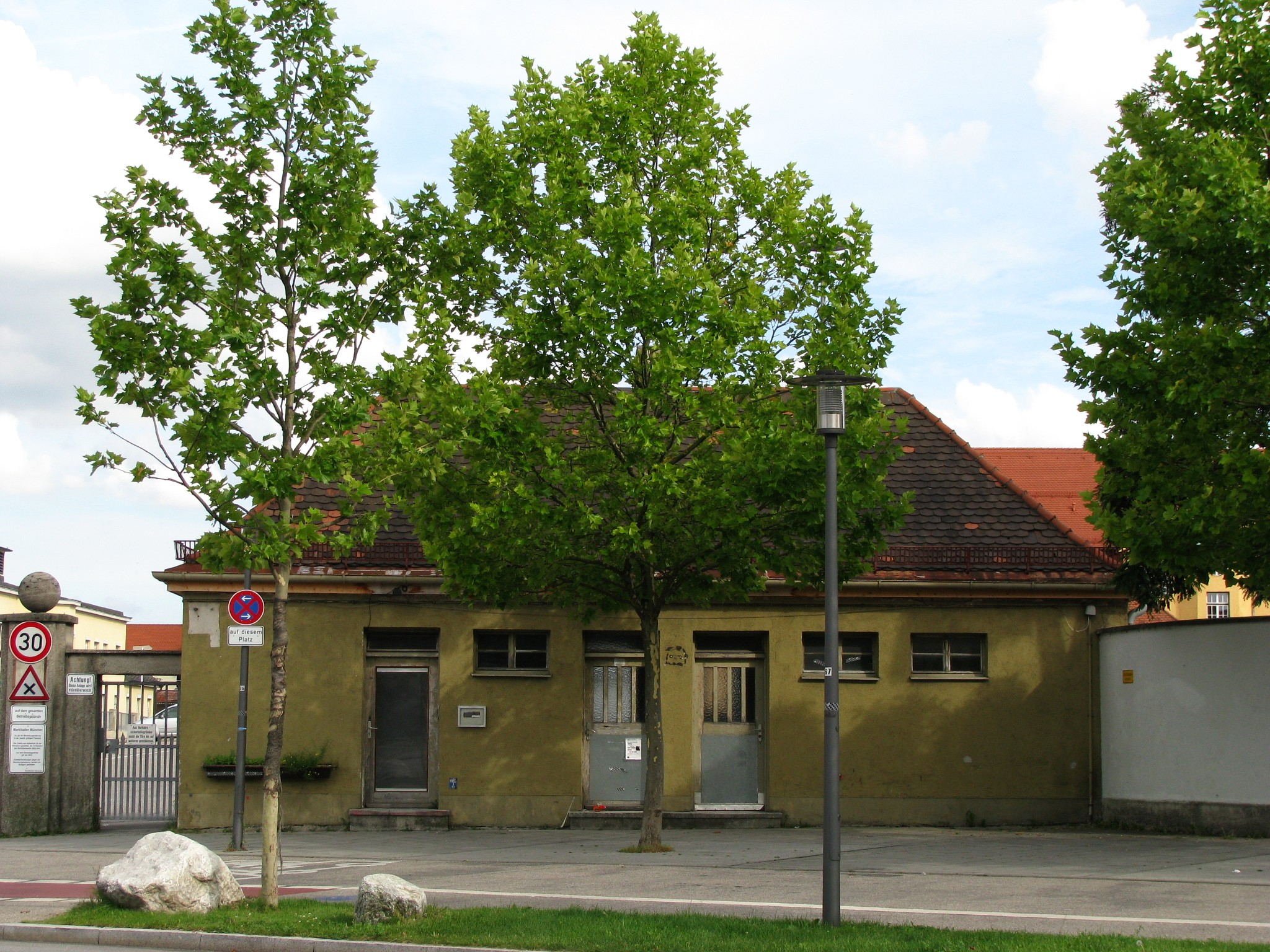
Das Klohäuschen am Westtor der Großmarkthalle

Das Klohäuschen an der Großmarkthalle ist ein kleines Gebäude mit Walmdach am Westtor der Großmarkthalle München im Münchner Stadtteil Sendling. Es liegt in der Thalkirchner Straße gegenüber der Einmündung zur Oberländerstraße. In ihm befindet sich ein ehemaliges Stehpissoir, das gegenwärtig für Kunstaktionen genutzt wird.

## Geschichte
Das heute unter Denkmalschutz stehende Gebäude wurde Anfang bis Mitte des 20. Jahrhunderts als Herrentoilette für Bedienstete und Kunden der direkt angrenzenden Großmarkthalle erbaut. In den 1970er Jahren wurde es geschlossen und blieb danach über 20 Jahre lang ungenutzt. Es wurden Pläne zum Umbau in ein Generatorhäuschen diskutiert.

## Nutzung
Seit 2009 finden in dem Raum mit den Urinalen, der eine Fläche von etwa acht Quadratmetern aufweist, im Rahmen der „Maßnahmen zur Beseelung des Klohäuschens an der Großmarkthalle“  Ausstellungen, Installationen und Performances von zeitgenössischer und experimenteller Kunst statt. Dazu nahm sich unter Federführung von Anja Uhlig ein Kunstprojekt namens realitaets büro des Klohäuschens an, mietete es an und organisiert seither die Aktionen in Zusammenarbeit mit der Galerie von Roit und GalerieLa, wobei als Ziel herausgestellt wird, „das Klohäuschen wieder einem Gebrauch zugänglich, seine Schönheit sichtbar und es lebendig [zu] machen“. Unterstützung findet die Initiative vom Kulturreferat der Landeshauptstadt München, vom Bezirksausschuss München Sendling und von den Markthallen München.
Das Klohäuschen ist nur zu besonderen Anlässen zugänglich, ansonsten kann man den Innenraum in der Regel durch die verglaste Eingangstür betrachten, wobei hierzu wegen der Lichtverhältnisse besonders die Stunden nach Einbruch der Dunkelheit geeignet sind.
Mehrmals während der Woche ist das Häuschen Treffpunkt für Kunden der Münchner Tafel.